# Katarina Barley
Katarina Barley (ur. 19 listopada 1968 w Kolonii) – niemiecka polityk i prawniczka, w latach 2015–2017 sekretarz generalny Socjaldemokratycznej Partii Niemiec (SPD), posłanka do Bundestagu, w latach 2017–2018 minister do spraw rodziny, osób starszych, kobiet i młodzieży, od 2018 do 2019 minister sprawiedliwości, wiceprzewodnicząca Parlamentu Europejskiego IX i X kadencji.

## Życiorys
Urodziła się jako córka lekarki i brytyjskiego dziennikarza. Początkowo posiadała wyłącznie obywatelstwo brytyjskie. Studiowała prawo na Uniwersytecie w Marburgu oraz na Université Paris-Sud. W 1993 i 1998 zdała państwowe egzaminy prawnicze I oraz II stopnia, a w 1998 doktoryzowała się na Westfalskim Uniwersytecie Wilhelma w Münster.
Praktykowała jako adwokat, pracowała też w administracji parlamentu Nadrenii-Palatynatu i jako asystentka Renate Jaeger, sędzi Federalnego Trybunału Konstytucyjnego. Później orzekała jako sędzia, po czym przeszła do pracy w ministerstwie sprawiedliwości i ochrony konsumentów w rządzie krajowym Nadrenii-Palatynatu.
Zaangażowała się w działalność polityczną w ramach Socjaldemokratycznej Partii Niemiec. W latach 1994–1998 była radną dzielnicową, w latach 2005–2011 zasiadała w radzie miasta Schweich. W wyborach parlamentarnych w 2013 uzyskała mandat posłanki do Bundestagu. W 2015 objęła stanowisko sekretarza generalnego SPD.
2 czerwca 2017 dołączyła do trzeciego rządu Angeli Merkel jako minister do spraw rodziny, osób starszych, kobiet i młodzieży. Zastąpiła na tej funkcji Manuelę Schwesig. W tym samym roku ponownie wybrana do niższej izby federalnego parlamentu. We wrześniu 2017 objęła tymczasowo resort pracy i spraw społecznych w związku z wyborem Andrei Nahles na przewodniczącą frakcji socjaldemokratów.
W marcu 2018 została ministrem sprawiedliwości i ochrony konsumentów w czwartym gabinecie dotychczasowej kanclerz.
W wyborach z maja 2019 jako liderka listy SPD uzyskała mandat eurodeputowanej IX kadencji. W związku z tym w następnym miesiącu odeszła ze stanowiska ministra. Objęła funkcję wiceprzewodniczącej PE. W 2020 w ramach dyskusji na temat powiązania funduszy unijnych z zasadą praworządności w wypowiedzi dla rozgłośni Deutschlandfunk miała stwierdzić, że Polskę i Węgry trzeba „finansowo zagłodzić”. Wypowiedź ta wzbudziła w Polsce spore kontrowersje i skutkowała m.in. zapowiedzią złożenia przez europosłów PiS wniosku o jej odwołanie z funkcji wiceprzewodniczącej PE. Deutschlandfunk po pewnym czasie skorygowała streszczenie rozmowy z niemiecką polityk, precyzując, że jej wypowiedź odnosiła się tylko do Węgier, a nie dotyczyła Polski. W 2021 w wypowiedzi dla mediów opowiedziała się za podjęciem przez Komisję Europejską niezwłocznych działań celem zablokowania funduszy unijnych dla Węgier i Polski.
W 2024 ponownie otwierała listę socjaldemokratów w kolejnych wyborach europejskich, uzyskując reelekcję na kolejną kadencję. Utrzymała również funkcję wiceprzewodniczącej PE.